# سریه نجد
سریه نجد یا راهزنی نجد، در جمادی‌الثانی ۳ هجری قمری یعنی نوامبر ۶۲۴ میلادی رخ داد. مکه‌ای‌ها برای تجارت فصلی، به رهبری صفوان بن امیه، مکه را به قصد سوریه ترک کردند. پس از اینکه اطلاعات درباره مسیر کاروان به محمد رسید، او دستور داد زید بن حارثه به دنبال کاروان رود و با موفقیت آن را غارت کند و ۱۰۰ هزار درهم غنیمت کسب کند.

## درز اطلاعات
اخبار مسیر کاروان از طریق نوعام بن مسعود اشجاعی که مست کرده بود، به بیرون درز کرد. رهبر کاروان بدون هیچ مقاومتی فرار کرد. کاروان طلا، نقره و کالا حمل می‌کرد. زید غنائم را گرفت، راهنمای کاروان به همراه ۲ نفر دیگر را هم اسیر کرد و به مدینه بازگرداند.

## برگشت به مدینه
راهنمای کاروان که فرات نامیده می‌شد، اسیر مسلمانان گشت. به روایت طبری، به او گفتند که اگر مسلمان شود، محمد او را نخواهد کشت. او بر خلاف میلش اسلام آورد و به روایت ابن هشام، او رها و آزاد شد.